# Monument naturel
Un monument naturel est un élément issu de la nature (entité vivante ou minérale, individuelle ou composite) qui possède une valeur sociale et singulière du fait de sa rareté, de ses qualités esthétiques ou de sa signification culturelle et qui est protégé pour ces raisons. Il s'agit plus spécifiquement d'une catégorie d'aire protégée définie par l'UICN.

## Histoire du concept
L'idée de monument naturel paraît ancienne : dès l'aube de l'humanité, des éléments naturels spectaculaires ont inspiré le respect à des groupes humains, ce qui donna souvent lieu à leur intégration dans la religion ou la cosmogonie locale. Des exemples sont les montagnes comme le mont Olympe en Grèce, le volcan Vulcano en Sicile ou l'Ayers Rock en Australie, mais aussi le Nil en Égypte. Le caractère sacré prêté aux très vieux arbres est attesté chez la plupart des peuples sylvicoles, et des animaux sacrés exempts de chasse sont présents dans quasiment toutes les cultures.
C'est Alexander von Humboldt qui forgea en 1814 le concept de « monument naturel » (en allemand : Naturdenkmal) à admirer, qu'il imagina après avoir parcouru l'Amérique centrale et l'Amérique du Sud avec le botaniste français Aimé Bonpland, et s'en être émerveillé. Ce concept associe le culturel (le monument comme fruit de l'ingéniosité humaine) et le naturel.
L'idée de monument naturel a cependant pris un sens plus concret à la fin du XIXe siècle aux États-Unis. Le premier moteur en était d'ordre nationaliste : il s'agissait pour les Américains de se constituer une histoire, et de rivaliser avec les ruines antiques de l'Europe. Les quelques sites archéologiques (comme le Navajo National Monument) étant trop rares et trop coupés de la civilisation occidentale, des sites naturels furent choisis pour être les nouveaux « monuments » américains, étant souvent aussi vieux (voire plus) que les sites antiques de l'Europe, et non moins spectaculaires (l'analogie fut par exemple souvent faite entre les colonnes antiques et les séquoias géants). C'est dans cet ordre d'idée que des sites comme la bien nommée Monument Valley, mais aussi le Grand Canyon, le parc national de Sequoia ou encore Yellowstone firent l'objet d'une part d'un processus de conservation, mais aussi d'autre part d'un appareil touristique important destiné à rivaliser avec le tourisme culturel européen. Tous ces sites furent ensuite classés sous l'appellation « Monument national » par la loi de 1906, qui regroupe aussi bien des sites naturels comme le Devils Tower National Monument que la statue de la Liberté. Cent vingt-neuf monuments nationaux existent actuellement aux États-Unis.
Le terme monument naturel sera par la suite repris dans d'autres pays avec des adaptations locales, avec la loi suédoise de 1909 définissant les monuments naturels (Naturminne), la loi française du 3 mai 1930 sur les monuments naturels et sites de caractère artistique, historique, scientifique, légendaire ou pittoresque, la loi du 1er juillet 1957 instituant les réserves naturelles en France, l'Australie…

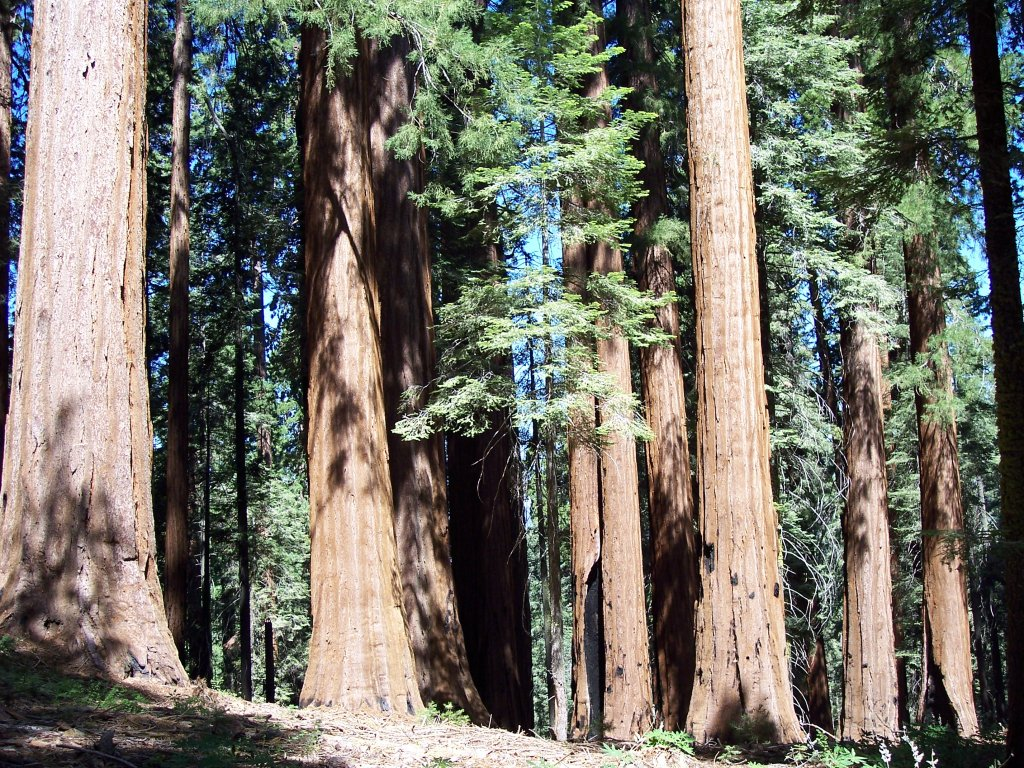
Giant Sequoia National Monument.
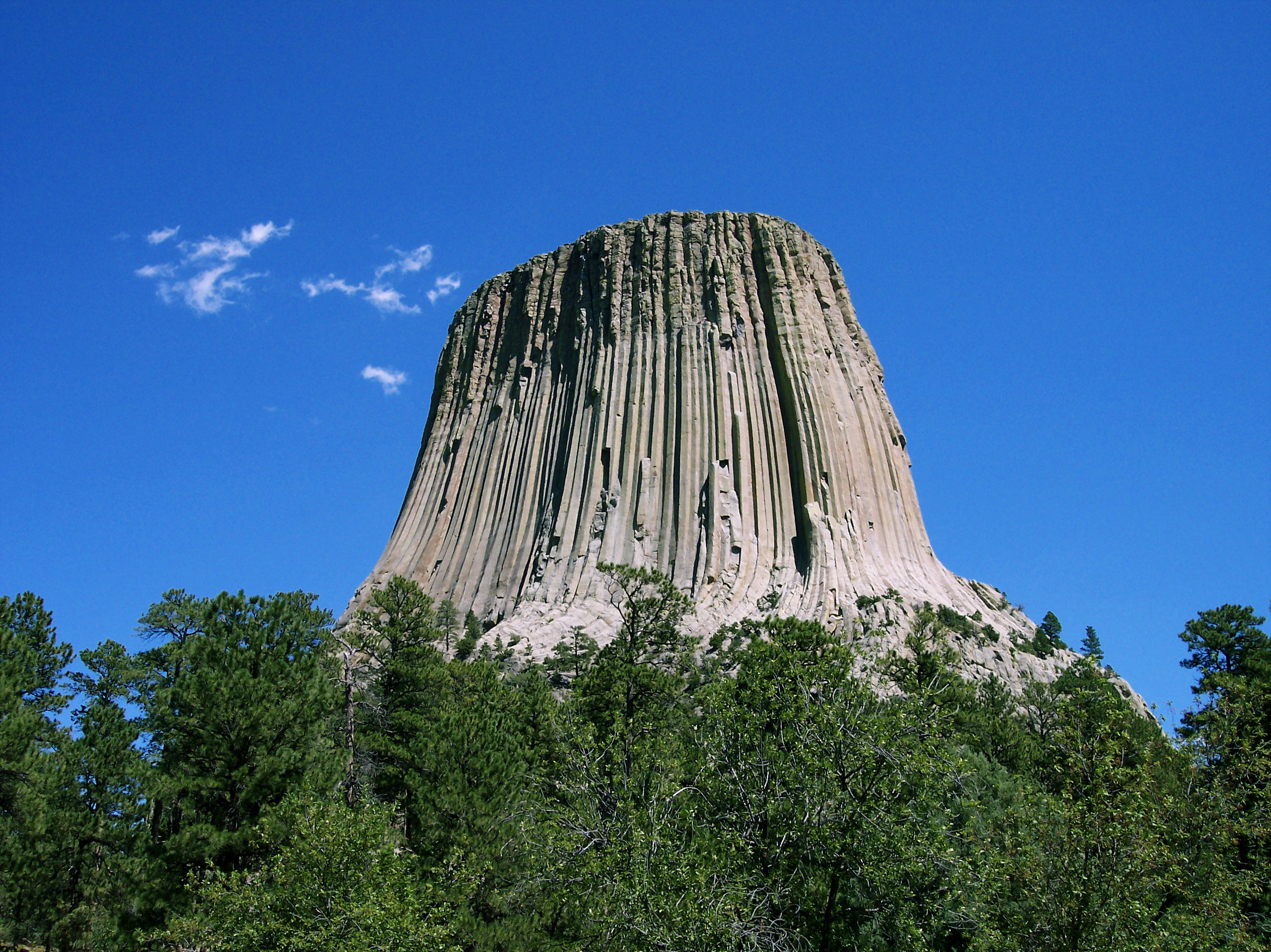
Devils Tower National Monument.
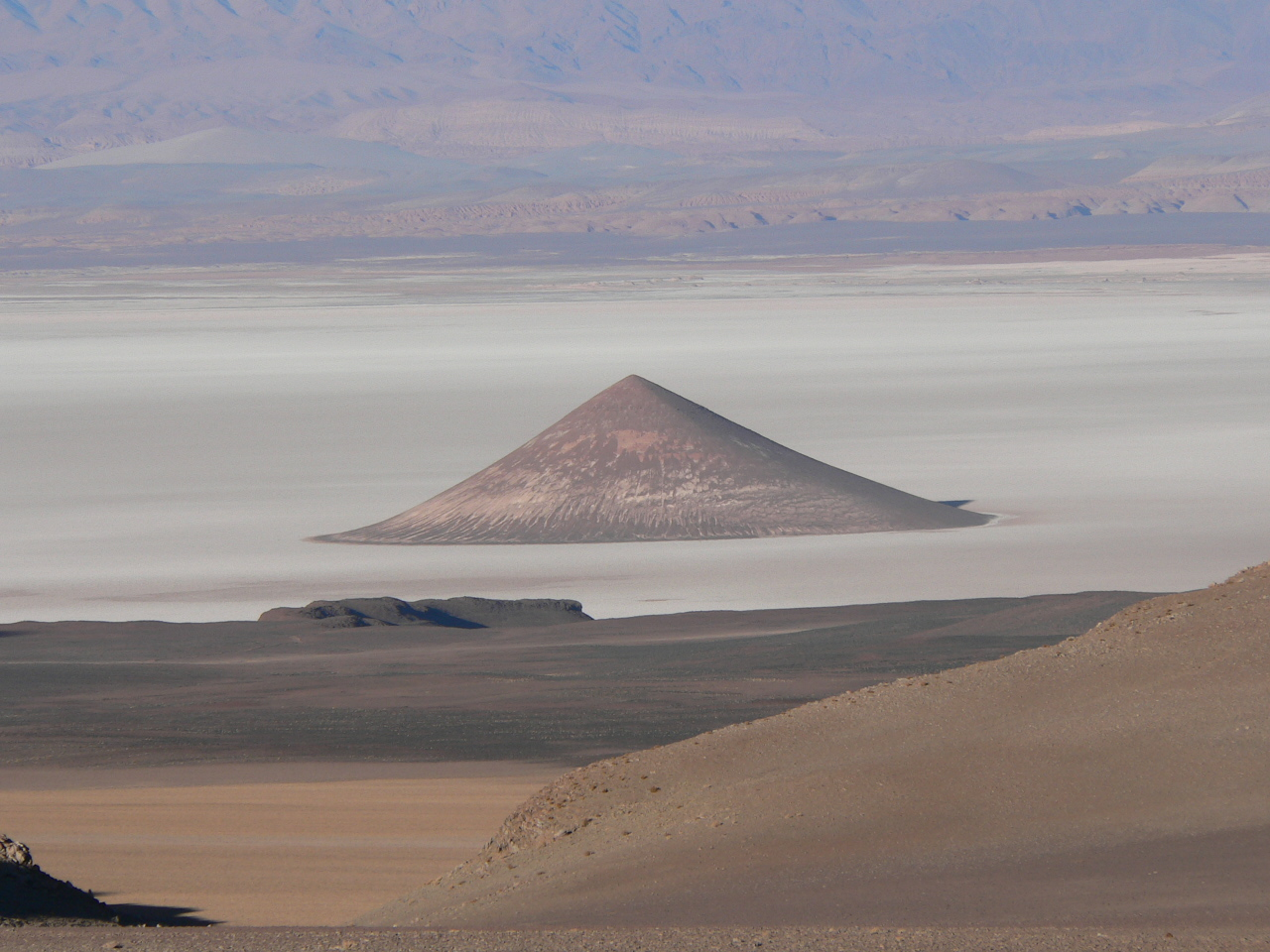
Le cône d'Arita, dans le salar d'Arizaro, un monument naturel d'Argentine.

## Conservation

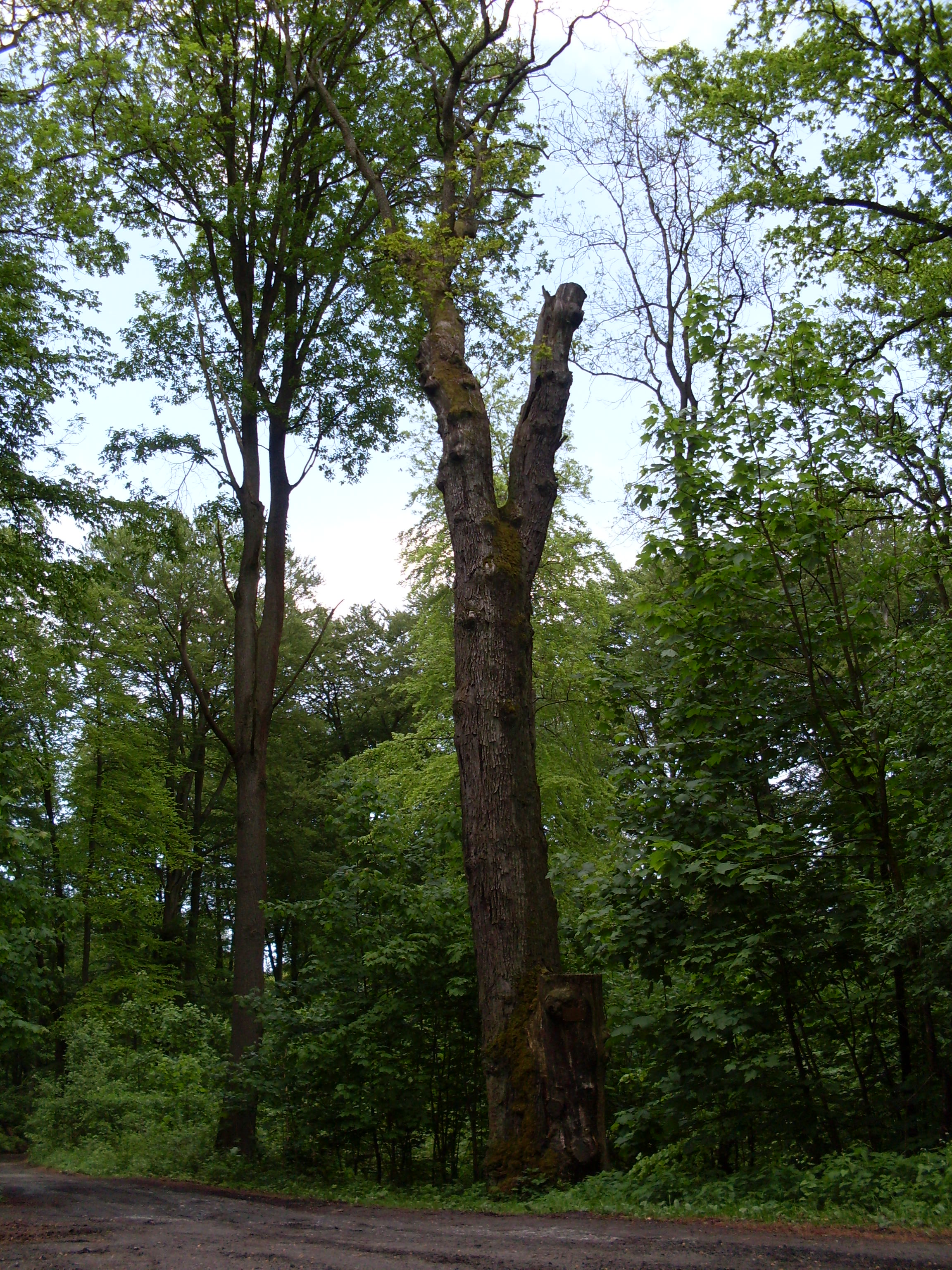
Le chêne de Bogusław, un monument naturel de la forêt de Puszcza Wkrzańska près de Leśno Górne, en Pologne.

Les monuments nationaux sont généralement décrétés sur la base de leur caractère spectaculaire ou unique d'un point de vue paysager. Les objectifs de conservation de ces sites sont donc basés sur la protection d'éléments naturels spécifiques plus que sur la protection de la biodiversité globale.

### Catégorie IUCN
La notion de « monument naturel » est l'une des catégories d'aires protégées définies par la Commission mondiale des aires protégées de l'Union internationale pour la conservation de la nature. Il s'agit de la 4e catégorie de protection après les réserves naturelles intégrales, les zones de nature sauvage, et les parcs nationaux.
Les aires protégées entrant dans cette catégorie peuvent avoir diverses dénominations localement mais sont mises en place pour protéger un monument naturel spécifique (relief, mont sous-marin, caverne, ou encore un bosquet séculaire). Elles sont généralement de taille réduite et possèdent une valeur touristique élevée.

## Par pays

### Au Brésil
Au Brésil, la notion de monument naturel (en portugais : Monumento natural) est un type d'aire protégée défini nationalement par la loi.

### En France
En France une loi protège spécifiquement les « monuments naturels et des sites de caractère artistique, historique, scientifique, légendaire ou pittoresque ». Elle date de 1930 et a depuis été intégrée au code de l'environnement (articles L341-1 à L341-22).
Elle permet un classement en site classé (protection plus forte correspondant à la volonté de maintenir en l’état du site en question, avec une possible gestion quand elle est nécessaire pour ce maintien, et une valorisation culturelle ou touristique également possible) et site inscrit (protection un peu moins forte, mais tout changement d’aspect du site est soumis à déclaration préalable).
Cependant ces sites ne sont pas considérés comme des aires protégées au sens la conservation de la nature. En France, seuls 14 sites, tous sous statut de réserves naturelles, sont considérés comme monument naturel au sens de l'UICN : 
- la réserve naturelle de l'ile de Groix
- la Réserve naturelle nationale géologique de Saucats et la Brède
- la réserve naturelle nationale de la falaise du Cap-Romain
- la réserve naturelle de la région De Digne
- la Réserve naturelle nationale géologique du Luberon
- la réserve naturelle de Sainte-Victoire
- la réserve naturelle de la Pointe De Givet
- la réserve naturelle de l'Astroblème De Rochechouart-Chassenon
- la réserve naturelle du Lot
- la réserve naturelle de Hettange-Grande
- la réserve naturelle nationale de la grotte du T.M. 71
- la réserve naturelle du Toarcien
- la réserve naturelle nationale des sites géologiques de l'Essonne
- la réserve naturelle du Vireux-Molhain